# Є Юнле
Є Юнле (кит.: 叶永烈; піньїнь: Yè Yǒngliè; 30 серпня 1940, Веньчжоу — 15 травня 2020, Шанхай) — китайський письменник-фантаст, біографіст і кінорежисер. Іноді працював під псевдонімами: Є Ян, Є Тін, Сяо Юн або Цзюй Юань.

## Біографія
Є Юнле народився 30 серпня 1940 року в місті Веньчжоу, Республіка Китай (нині — КНР). Закінчив хімічний факультет Пекінського університету.
Є опублікував свій перший вірш в одинадцять років, а першу книгу — ще бувши студентом. У двадцять років він написав бестселер «100 000 причин», написавши понад 500 статей з різних аспектів науки та техніки й сформувавши основний елемент китайської шкільної програми.
Невдовзі після того, як Ден Сяопін у своїй промові 1978 року ознаменував нову еру, назвавши науку і техніку ключами до прогресу, Є опублікував книгу «Маленький всезнайко мандрує майбутнім», в якій вигаданий репортер робить знімки нових технологій, включаючи повітряні магістралі, штучне сонце і побутових роботів. Захоплений китайським науковим бумом початку 1980-х років, Є був проголошений партією «провідним популяризатором науки».
Під час розквіту китайської наукової фантастики в 1979—1983 роках видатні контакти та наполеглива працездатність Є Юнле дозволили йому створити величезну кількість творів, опублікованих численними провінційними виданнями, що зробило його найвидатнішим китайським письменником-фантастом того періоду. У цьому йому допомогла державна санкція, коли Міністерство громадської безпеки замовило написати серію оповідань про «наукового Шерлока Голмса». Це призвело до того, що кілька технологічно орієнтованих поліціянтів з'явилися в газетах з мільйонними накладами, і в них фігурував Цзінь Мін, офіцер Бюро громадської безпеки «Прибережного міста», явно задуманого як Шанхай недалекого майбутнього.
Неминуче Є став прихильником нових технологій, ставши одним з перших китайських авторів, які почали використовувати комп'ютери в 1994 році. Він тимчасово відмовився від написання на рубежі двадцять першого століття, стверджуючи, що його зір погіршується. Також він протестував проти того, що піратські преси публікують книги, помилково вказуючи його як їх автора; п'ятдесятитомне повне зібрання творів також є, отже, гарантом автентичності перед обличчям численних підробок. Його книги продовжували виходити численними виданнями, в той час, як Є публічно засуджував те, що він вважав «занепадом» китайської наукової фантастики, оскільки оповідання тепер друкуються лише накладами в десятки тисяч примірників.
Є Юнле помер 15 травня 2020 року в Шанхаї, КНР.

## Творчість

### Фантастика
Його називали «китайським Айзеком Азімовим», не стільки з точки зору його науково-фантастичного доробку, скільки з точки зору його включення в широкий спектр інших жанрів і напрямків, зокрема, детективної та нехудожньої літератури.
Творчий доробок Є Юнле сягає п'ятдесяти томів матеріалу, з яких двадцять чотири вказані як твори, що популяризують науку.
Декілька його оповідань перекладено англійською мовою в серії «Дорога до наукової фантастики» та в інших.
Під час «Кампанії проти духовного забруднення» його твори зазнали нападок, а оповідання, написане ним у 1985 році, було заборонено за припущення про проникнення СНІДу в країну.
Він також відвідав Північну Корею та написав книгу «Справжня КНДР», яка була заборонена в цій країні та Китаї.

### Біографістика
Як біографіст він опублікував серію напіввигаданих біографій видатних діячів Комуністичної партії Китайської Народної Республіки, які закріпили його авторитет на молодіжному та освітньому ринках.